# The Sims (игра, 2003)
The Sims — однопользовательская и двухпользовательская видеоигра в жанре симулятора жизни, выпущенная в 2003 году для игровых приставок PlayStation 2, Xbox и GameCube. Успех одноимённой игры для персональных компьютеров послужил толчком для разработки новой версии для игровых приставок. Несмотря на одинаковые названия, The Sims для игровых приставок не является портом, а самостоятельно созданной с нуля игрой с сохранением общей идеей и концепцией геймплея. Её разработкой занимались совместно студия Maxis и техасская студия Edge of Reality. Для игры был создан новый игровой трёхмерный графический движок. Таким образом The Sims для игровых приставок стала первой игрой серии The Sims с полностью трёхмерной графикой.
Игра получила в основном положительные отзывы от игровых критиков, которые похвалили игру за усовершенствованную графику в сравнении с ПК-версией, но одновременно заметили худшее качество графики в сравнении с другими играми для игровых приставок того времени.

## Игровой процесс

Изображение из игры для консольных устройств в режиме разделённого экрана

Игра представляет собой трёхмерную виртуальную песочницу, где игрок должен управлять персонажем, удовлетворять его базовые потребности во сне, еде, туалете, гигиене, комфорте и развлечениях. Сначала игроку необходимо создать персонажа в специальном редакторе, где игрок может выбрать пол персонажа, его цвет кожи, волос, разные варианты причёсок, одежду и обувь. Игра начинается с линейного сюжета, согласно которому управляемый игроком персонаж является безработным и живёт пока в доме матери. Виртуальная жизнь сима является аллюзией на реальную. Сим может свободно передвигаться по виртуальному городку, должен зарабатывать себе на жизнь и пропитание, способ заработка должен выбрать для него игрок. Для более успешной работы и открытия для себя новых игровых возможностей, игрок должен совершенствовать навыки персонажа. По мере достижений разных целей, игрок получает новые награды и разблокирует новую мебель для строительства дома. Персонаж может общаться с другими не игровыми персонажами, дружится с ними, ссорится и даже заводить любовные отношения. Если персонаж живёт в достатке и зарабатывает деньги, на эти средства игрок может обустраивать участок сима, делая его уютнее и позволять для себя новые элементы роскоши, например джакузи. Со временем управляемый сим будет оказывать всё большее влияние на остальных персонажей, становиться благосостоятельнее и открывать для себя новые локации.
Геймплей консольной версии The Sims ничем не отличается от оригинала. Однако есть и заметные улучшения: вместо прежнего 2D-вида используется новый, полноценный 3D-движок, предназначенный для приставок шестого поколения; сима при создании можно детальнее изменять, выбирать ему верхнюю и нижнюю одежду, выбирать отдельно причёски, аксессуары, а для мужчин — бороды; в игру добавлено вступление «Get A Life» — отдельный режим истории, пройти который можно, выполняя разные цели. Режим «Play The Sims» не ограничивал игрока заданиями, делая игру аналогичной оригинальной The Sims. Помимо этого, в игру встроен режим разделённого экрана, позволяющий двум игрокам одновременно управлять своими персонажами. В данном случае в игре доступен «бонусный» режим, позволяющий двум игрокам соревноваться между собой, исполняя задания, например заработать больше денег, или подружится с большим количеством персонажей.
Порты для Xbox и GameCube в общем идентичны игре для PlayStation 2. В частности порт для GameCube имеет лучшее разрешение, улучшенные текстуры, освещение и более интуитивно понятный интерфейс. Версия для Xbox имеет ещё лучшее разрешение экрана с поддержкой 480p, лучшею систему сохранения благодаря использованию в игре жесткого диска, который выступает основным местом сохранения. Также игрок может с помощью блока памяти Xbox переносить сохранения прогресса игры на другую консоль. Версия для GameCube позволяет переносить сохранённого персонажа в портативную версию для Game Boy Advance.

## Разработка
Идея о создании The Sims для игровых приставок пришла после колоссального успеха оригинала для персональных компьютеров. Ещё на ранних стадиях разработки, команда создателей вела дискуссии относительно того, как должна выглядеть будущая игра, должна ли она быть просто портом оригинальной The Sims. В результате рaзработчиками было решено создать с нуля новую и улучшенную игру с похожей концепцией. Таким образом новая игра сможет заинтересовать игроков консольных игр, особенно тех, кто увлекается таким играми, как Animal Crossing. Командой создателей руководил Майк Перри.

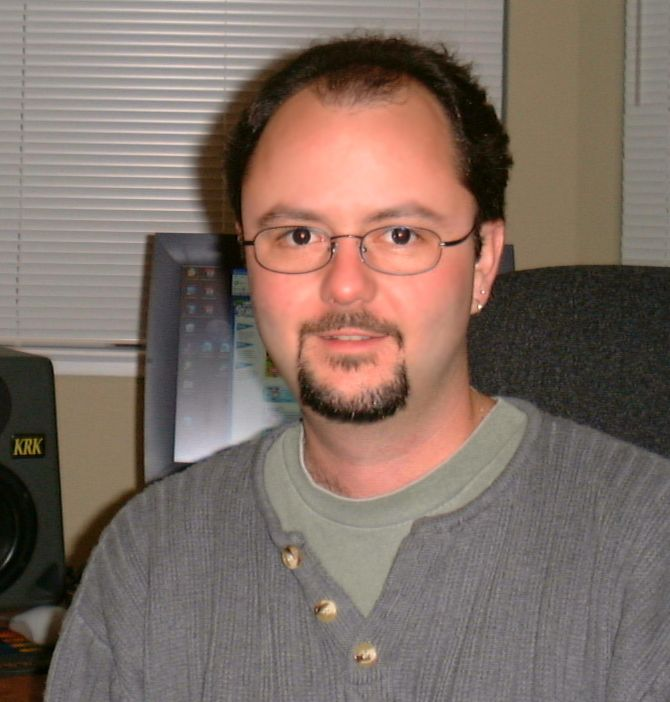
Разработкой руководил

Создание The Sims для игровых приставок велось совместно компаниями Maxis и техасской студией Edge of Reality, которая разработала специально для данной версии новый и полностью трёхмерный игровой движок, позволяющий видеть сцены из любого угла в отличие от оригинальной версии The Sims для ПК с её изометрической графикой движок игры способен генерировать неограниченное количество источников света, позволяя отбрасывать реалистичные тени на комнаты, объекты и даже симов. Изначально игру планировалось разработать только для PlayStation 2, но затем бета версия игры разрабатывалась только для игровой приставки Xbox. Создатели хотели сначала удостовериться, что им вовсе удастся создать рабочею консольную версию The Sims, только затем её портировали бы на другие приставки. Уже тогда команда исключала вероятность портирования игры на Dreamcast. Параллельно велась разработка одноимённой версии для Game Boy Advance. Обе эти игры должны были обеспечивать обратную связь, в частности возможность загружать готового сима из одной игры в другую, играть за них и затем загружать обратно в другую игру но с сохранёнными навыками и симолеонами.
Одна из главных сложностей разработчиков состояла в создании простой и интуитивно понятной панели управления, предназначенной для геймпадa. Ещё до написания первой строки кода игры, Уилл Райт и несколько дизайнеров студии Maxis посвятили несколько недель изучению схем управления различными играми для консолей, в том числе вдохновлялись философией известного японского геймдизайнера Сигэру Миямото. Музыкальное сопровождение к игре и звуковые дорожки с озвучиванием персонажей были взяты из The Sims для персональных компьютеров.
В The Sims для приставок помимо трёхмерной графики было добавлено множество других интересных нововведений, которые заинтересовали бы заядлых игроков оригинальной The Sims, таких, как возможность изменять черты лица персонажа или новые NPC. Команда с одной стороны хотела сделать игру для приставок максимально похожей на оригинал для ПК с её общей концепцией и художественным стилем, однако решила сделать акцент на стратегической составляющей игры, отказавшись от свободной симуляции и обязывая игрока следовать каким либо задачам или целям, за выполнение которых он сможет для себя открыть новые предметы и локации. Также в игру был интегрирован мультиплеерный режим, позволяющий одновременно играть двум игрокам и соревноваться в том, кто быстрее завершит поставленную цель. Внутриигровым маскотом должен был стать мандрил-дворецкий. Разработчики столкнулись с проблемой из-за него, так как рейтинговая комиссия считала, что это персонаж в бдсм-маске, что неприемлемо показывать в игре с детским рейтингом. Разработчикам приходилось отправлять комиссии фотографии с мандрилами для доказательства своей правоты.

## Выпуск

Японская версия обложки, симам были приданы черты персонажей аниме. При этом здесь вырезали мужчину в трусах, чернокожего сима, а пол панк-женщины поменяли на мужской.

Ещё в 2001 году EA объявила об «амбициозных планах», касающихся разработки игр серии The Sims для PlayStation. 20 мая 2002 года было объявлено о выпуске игры для PlayStation 2, которая будет выполнена полностью в трёхмерной графике. Впервые игра была продемонстрирована на выставке Electronic Entertainment Expo в 2002 году. Разработкой игры занимались Maxis и Edge of Reality. Изначально игра планировалась к выпуску в начале ноября 2002 года, но в результате выпуск передвинули на 2 месяца позже. 20 декабря 2002 года стало известно, что игра вышла в печать. На территории США игра вышла 12 января, в Европе 31 января, а в Японии — 29 мая. На территории России The Sims вышла на английском языке 5 февраля 2003 года.
20 марта стало известно, что порты игры для Xbox и GameCube вышли в печать. Выход игры для Xbox состоялся 24 марта 2003 года и 25 марта для GameCube. Американская рейтинговая компания присудила игре для всех трёх консолей рейтинг «Т» — для подростков, за наличие сексуальных сцен и насилия умеренного характера. В России игра для PlayStation 2 вышла под рейтингом 16+, в Японии некоммерческая организация CERO присудила этой же версии рейтинг «B» — для людей от 12 лет и выше.
Продажи The Sims для игровых приставок шли хорошо с её проданными 1.416 миллионами копиями по состоянию на 2013 год. Больше всего покупателей пришлось на США (1,1 миллионов копий), Великобританию (300,000 копий) и Японию (16,658 копий). По версии немецкого чарт-сайта Chartspiele, The Sims для PlayStation 2 заняла 172 место в списке лучших игр. The Sims принято рассматривать, как в целом удачный порт The Sims для ПК с хорошими продажами, положительными оценками и охватом новой аудитории игроков игровых приставок.

## Восприятие
| Сводный рейтинг       | Сводный рейтинг | Сводный рейтинг | Сводный рейтинг |
| Издание               | Оценка          | Оценка          | Оценка          |
| Издание               | GC              | PS2             | Xbox            |
| --------------------- | --------------- | --------------- | --------------- |
| GameRankings          | 85,80 %         | 81,05 %         | 81,53 %         |
| Metacritic            | 84/100          | 83/100          | 85/100          |
| Иноязычные издания    |                 |                 |                 |
| Издание               | Оценка          | Оценка          | Оценка          |
| Издание               | GC              | PS2             | Xbox            |
| Eurogamer             |                 | 80 %            |                 |
| Game Informer         | 88 %            | 90 %            | 88 %            |
| GamePro               | 90/100          | 100/100         | 90/100          |
| GameRevolution        |                 | [ 66 ]          |                 |
| GameSpot              | 7,9/10          | 7,9/10          | 7,9/10          |
| GameSpy               | [ 65 ]          | [ 66 ]          | [ 67 ]          |
| GameZone              | 85/100          | 80/100          | 75/100          |
| IGN                   |                 | 8/10            | 8,5/10          |
| Nintendo Power        | 80/100          |                 |                 |
| OPM                   |                 | [ 69 ]          |                 |
| OPMUK                 |                 | 80/100          |                 |
| OXM                   |                 |                 | 85/100          |
| Русскоязычные издания |                 |                 |                 |
| Издание               | Оценка          | Оценка          | Оценка          |
| Издание               | GC              | PS2             | Xbox            |
| «Страна игр»          |                 | 8,5/10          |                 |

The Sims, как и её оригинальная версия для ПК, получила в основном положительные отзывы от критиков. Средняя оценка, составленная сайтом Metacritic, составляет 83 баллa из 100 возможных; оценки простых пользователей составляют 75 из 100 баллов. Редакция NGC Magazine присудила The Sims звание лучшей игры, где можно мучить персонажей. Из всех побочных игр серии, The Sims для приставок была выше всего оценена критиками из-за того, что была тогда единственной полностью трёхмерной игрой в этой серии и предлагала интересные квесты.
Критики оставили смешанные отзывы. Среди главных достоинств ими были отмечены введение сюжетной линии с внедрением системы наград, отсутствующей в игре для ПК: если же игрок не желает играть по сюжету, то он может выбрать режим свободного геймплея. Представитель сайта Game Over назвал сюжетную линию увлекательной и не лишённой доли юмора. Среди других достоинств были отмечены хороший геймплей, удобная и хорошая система управления. Критик сайта IGN отметил, что управление настолько удобно и просто, что создается впечатление, как будто The Sims изначально создавалась для консолей. Представитель Gamers Temple также признал, что разработчикам удалось успешно интегрировать игру для работы с мышкой в консольную систему, однако отметил, что прокрутка курсором слишком медленная. Редактор журнала Official Xbox Magazine жаловался на проблемы, связанные с масштабированием. Среди прочих достоинств были отмечены качественное музыкальное сопровождение. Отдельно критик OXM похвалил игру за введение двупользовательского режима, назвав его наряду с трёхмерной графикой главным преимуществом перед The Sims для ПК. Данный режим также подойдёт геймеру для игры с человеком, не интересующимся играми, например с подружкой. Отдельно редактор английской версии OXM раскритиковал кастомизацию персонажей, назвав её слишком «американизированной».
По мнению критика из IGN The Sims по сравнению с другими играми для консолей выглядит слишком необычной и беззаботной. Представитель сайта Game Over похвалил игру за широкий выбор развлечений, доступных персонажам. Редактор NGC Magazine описал внутриигровую вселенную, как наполненную юмором, а игру, как обладающую бесконечным потенциалом к кастомизации персонажей и интерьера зданий. Однако его коллега из Gamers Temple назвал игру слишком утомительной и не рекомендует её тем, кто любит скоростное прохождение. В то же время терпеливым игрокам она доставит несомненное удовольствие. Похожего мнения придерживается и критик из Eurogamer, назвав игру слишком муторной из-за того, что необходимо постоянно удовлетворять потребности персонажа, что в конечном счёте надоедает. Редактор журнала Nintendo Official Magazine сравнил игровой процесс с работой в доме престарелых. Представитель журнала NGC Magazine, обозревающий версию для NGC сравнил игру с Animal Crossing, с основной разницей, что она загружает игрока изнуряющими задачами по исполнению потребностей. Тем не менее игра умудряется вызывать быстрое привыкание. Представитель из Game Over отметил, что на развитие навыков придётся потратить слишком много времени. Редакция журнала Xbox Nation заметила, что невозможность устанавливать пользовательский контент стал одним из главных упущением игры, который компенсирует только усовершенствованная графика.
Хотя большинство критиков признали преимущество графики игры на консолях по сравнению с версией для ПК, они отметили, что она стала и серьёзным недостатком The Sims, так как выглядит халтурной и сырой по сравнению другими современными играми для консолей шестого поколения. Критик из Gamers Temple назвал картинку в игре нечёткой и слишком тёмной. Редактор Official Xbox Magazine назвал графику далеко не лучшей, но подкупающей своим вниманием к малым деталям. Среди прочих недостатков были отмечены глюки в игре, например беспричинное жужжание мух в доме или слишком маленькие пузыри мыслей персонажей, которые трудно разглядеть.
Редакция IGN провела сравнительный трёх портов для PlayStation 2, Xbox и GameCube, придя к выводу, что панель управления у трёх версий одинакова хороша и интуитивно понятна, также качество музыкального и звукового сопровождения одинаков хороша во всех версиях. Что касается графики, то порт для Xbox имеет лучшее качество текстур, порт для GameCupe имеет визуально лучшее качество графики и самые плавные текстуры, а PS2 же страдает от высокой резкости и низкой детализации. Также версия PS2 страдает от низкой частоты смены кадров, порт для GameCube выглядит заметно лучше, но самую быструю частоту кадров имеет версия для Xbox. Что касается экранов загрузки, то порт для PS2 имеет самые длинные загрузки, в среднем с 3-4 секунды дольше, чем у остальных портов, быстрее всего загружается порт для Xbox.
Вердикт редакции гласит, что если игроку важнее качество графики, то ему стоит играть в версию для GameCube, если же первую роль играет быстрота загрузок и частая смена кадров, то лучшим решением будет порт для Xbox.